# Insulaner (hrvatski vojnik)
Insulaner je naziv za vojnike konjanike banderija Zrinskog s područja Međimurja. Ime dolazi od njemačkog naziva za Međimurca. Vojnici insulaneri bili su na glasu zbog sjajna izgleda, opremljenosti i uvježbanosti. Slavu su osobito stekli u Tridesetogodišnjem ratu i bitkama Nikole Zrinskog s Osmanlijama.